# Pingjiang
Pingjiang is een stad in de prefectuur Yueyang in het noorden van de zuidelijke provincie Hunan, Volksrepubliek China. Bij de volkstelling van 2020 had de stad 505,076 inwoners.